# Посёлок Плодопитомника (Башкортостан)
Посёлок Плодопитомника (Плодопитомника, также встречается именование Плодопитомник) — упразднённый в 2005 году посёлок в Белебеевском районе Республики Башкортостан. Включён в состав посёлка Приютово.
Жили татары, чуваши (1959).

## География
Находился в 33 км к юго-востоку от райцентра и в 2 км к западу от ж.-д. ст. Приютово.

## История
Основан в 1950-е годы.
как посёлок при государственном лесопитомнике, позднее переименованный в п. Плодопитомник.
Входил в состав Бекетовского сельсовета Ермекеевского района.
В 2005 году включён в пгт Приютово, одновременно с переходом из Ермекеевского в Белебеевский район, сначала как посёлок в составе пгт, затем в том же году упразднён как административно-территориальная единица. Почтовый индекс — 452189, код ОКАТО — 80209565003. Находится к юго-востоку от Приютово. Поселение работников плодосовхоза (Приютовский плодопитомник).
Закон «О внесении изменений в административно-территориальное устройство Республики Башкортостан в связи с образованием, объединением, упразднением и изменением статуса населенных пунктов, переносом административных центров» от 20 июля 2005 года N 211-з постановил:

ст. 2. Объединить следующие населенные пункты с сохранением наименований:

2) в Белебеевском районе:

д) поселки Малоприютово, Плодопитомника и рабочий поселок Приютово, установив объединённому населенному пункту тип поселения — рабочий поселок, с сохранением наименования «Приютово»

## Население
В 1959 — 62 человека, в 1969—129, в 1979—163, в 1989—212, в 1999—238, в 2002—242.

## Экономика
Жители занимались выращиванием лесных и плодово-ягодных культур. В условиях рыночной экономики перестал функционировать.